# لاوشید
لاوشید (به آلمانی: Lauschied) یک شهر در آلمان است که در باد کرویتسناخ واقع شده‌است.